# الكتاب المقدس الكاثوليكي
الكتاب المقدس الكاثوليكي هو الكتاب المقدس المعترف به من قبل الكنيسة الكاثوليكية والذي يضم  73 كتاب ناموسي في اغلب نسخ بما في ذلك الأسفار الناموسية الثانية.

## الكتب المدرجة
يحتوي اغلب نسخ الكتاب المقدس الكاثوليكي على 46 كتابًا من العهد القديم و27 كتابًا من العهد الجديد.

### العهد القديم
- أسفار موسى الخمسة : التكوين، سفر الخروج، سفر اللاويين، الأعداد، و سفر التثنية
- الكتب التاريخية : يشوع، القضاة، راعوث، 1 صموئيل، 2 صموئيل، 1 ملوك، 2 ملوك، 1 الأخبار، 2 الأخبار، عزرا، نحميا، طوبيا، يهوديت، استير، 1 المكابيين، و2 المكابيين
- كتب الحكمة: أيوب، المزامير، الأمثال، سفر الجامعة، نشيد الأنشاد، سفر الحكمة (سليمان)، ويشوع.
- الكتب النبوية : إشعياء، إرميا، مراثي إرميا، باروخ، حزقيال، دانيال، هوشع، يوئيل، عاموس، عوبديا، يونان، ميخا، ناحوم، حبقوق، صفنيا، Haggai، زكريا، ملاخي

### العهد الجديد
- الإنجيل : متى، مرقس، لوقا، يوحنا
- الكتب التاريخية: أعمال الرسل
- رسائل بولس : الرومان، 1 كورنثوس، 2 كورنثوس، غلاطية، أفسس، فيلبي، كولوسي، 1 تسالونيكي، 2 تسالونيكي، 1 تيموثاوس، 2 تيموثاوس، تيتوس، فليمون، عبرانيين
- رسائل الكاثوليكون : يعقوب، 1 بطرس، 2 بطرس، يوحنا 1، يوحنا 2، 3 جون، جود
- رؤيا يوحنا

## ٧٣ كتاب او ٧٢ كتاب
الخلاف حول ان كان سفر مراثي إرميا جزء من من سفر ارميا,
الفرق يكمن في ما إذا كان إرميا والمراثي يعتبران كتاباً واحداً أم كتابين.
على الرغم من أن مؤلف المراثي لم يذكر اسمه داخليًا، إلا أن التقليد القوي (بما في ذلك الترجمة السبعينية اليونانية والنسخة اللاتينية للانجيل) نسب أصله إلى إرميا. ويتناول كلا الكتابين الاضطرابات التي سبقت وبعد سقوط أورشليم وتدمير الهيكل عام 586 ق.م.
[هوتبلوك]
ويرى بعض العلماء اتساقًا ملحوظًا بين الكتابين، ليس فقط في موضوعهما المشترك ولكن أيضًا في اللهجة والمفردات المتشابهة. ومع ذلك، يشير آخرون إلى الأسلوب الشعري للمراثي باعتباره مختلفًا تمامًا عن مزيج إرميا من التاريخ والسيرة والنبوة.
يقدم الكتاب المقدس الأمريكي الجديد، وهو الإصدار الأكثر استخدامًا من قبل الكاثوليك، الكتابين ككتابين منفصلين، وبالتالي يبلغ إجمالي عدد الكتب 73 كتابًا.

## الناموس الكنسي
وبمعنى آخر «للكتاب المقدس الكاثوليكي» هو الكتاب المقدس الذي ينشز وفقا وصفات الناموس الكنسي الكاثوليكي والذي تنص على:
لا يمكن نشر أي من النصوص المقدسة من دون موافقة الكرسي الرسولي أو مجمع الكرادلة.

## مبادئ الترجمة
من دون الانتقاص من سلطة نصوص الكتاب المقدس في اللغات الأصلية، أعلن  مجلس ترينت أن الفولجاتا هي الترجمة الرسمية لكتاب الكنيسة اللاتينية المقدس ألا أنه لم يمنع الترجمة المباشرة من اللغات الأصلية. بحووالي منتصف القرن العشرين، أصبحت الترجمة الكاثوليكية غالبا ما تكون مأخوذة من ذلك النص بدلا من اللغات الأصلية. اليوم نسخة من الكتاب المقدس التي يتم استخدامها في الوثائق الرسمية في اللاتينية هو نوفا Vulgataتنقيح للإنجيل أن من بين التغييرات الأخرى يجعلها أكثر اتساقا مع المخطوطات باللغات الأصلية.

## نسخ الكاثوليكية الإنكليزية
وفيما يلي الإنكليزية من الكتاب المقدس التي تتوافق مع هذا الوصف:
| الرمز المستعمل | الرسم                                                       | تاريخ الإصدار     |
| -------------- | ----------------------------------------------------------- | ----------------- |
| DRB            | كتاب دواي ريمس                                              | 1582، 1609، 16101 |
| DRC            | كتاب دواي ريمس مراجعة شالونير                               | 1749-1752         |
| WVSS           | نسخة ويستمنستر للكتاب المقدس                                | 1913–19352        |
| SPC            | العهد الجديد لسبنسر                                         | 1941              |
| CCD            | كتاب الكونفرتيرنيتي                                         | 19413             |
| Knox           | كتاب نوكس                                                   | 1950              |
| KLNT           | العهد الجديد لكلايست وليلي                                  | 19564             |
| RSV–CE         | المراجعة القياسية للنسخة الكاثوليكية                        | 1965–66           |
| JB             | كتاب أورشليم المقدس                                         | 1966              |
| NAB            | الكتاب المعدس الأميريكي الجديد                              | 1970              |
| TLB–CE         | الكتاب الحي، النسخة الكاثوليكية                             | 1971              |
| NJB            | كتاب أورشليم الجديد                                         | 1985              |
| CCB            | الكتاب المقدس للجماعة المسيحية                              | 1988              |
| NRSV–CE        | المراجعة الجديدةالقياسية للنسخة الكاثوليكية                 | 1991              |
| GNT–CE         | ترجمة البشارة النسخة الكاثوليكية                            | 1993              |
| RSV–2CE        | المراجعة الجديدة القياسية للنسخة الكاثوليكية الطبعة الثانية | 2006              |
| CTS–NCB        | الكتاب المقدس الكاثوليكي الجديد                             | 20076             |
| NABRE          | الكتاب المقدس الأميريكي المنقح الجديد                       | 2011/1986 (OT/NT) |
| NCB            | كتاب الجماعة الكقدس الجديد                                  | 2013              |
| NCV            | لبعهد الجديد والمزامير للقديس يوسف الكاثوليكي الجديد        | 2016/2002         |
| NLT-CE         | الترجمة الحية الجديدة النسخة الكاثوليكية                    | 2017              |
| ESV-CE         | النسخ الإنكليزية القياسية الطبعة الكاثوليكية                | 2018              |
| RNJB           | الكتاب المقدس لأرشليم الجديد                                | 2018              |